# Đội tuyển Davis Cup Myanmar
Đội tuyển Davis Cup Myanmar đại diện Myanmar ở giải đấu quần vợt Davis Cup và được quản lý bởi Liên đoàn Quần vợt Myanmar. Đội chưa thi đấu kể từ năm 2013.
Đội về đích thứ 3 ở Nhóm IV năm 2003.

## Lịch sử
Myanmar lần đầu tiên tham gia Davis Cup vào năm 1955, nhưng chỉ thi đấu 2 trận cho đến năm 2003.